# Santuario della Madonna di Ciavanis
Il santuario della Madonna di Ciavanis è un santuario cattolico costruito nel 1755. Dedicato alla Madonna del Carmine, è situato a 1.880 m sul livello del mare, nella frazione di Vonzo a Chialamberto nelle valli di Lanzo.

## Descrizione
Il santuario è collocato nel soleggiato vallone della Paglia ed è accessibile attraverso un comodo sentiero con partenza dalla frazione Vonzo di Chialamberto, richiedendo circa un'ora e mezza di marcia per un dislivello di 650 metri. Il tratto finale, più ripido, prevede la salita di oltre 300 scalini di pietra che conducono sul piazzale antistante la chiesa, suggestivo balcone sulla Val Grande di Lanzo.
Il secondo sabato di luglio si svolge l'annuale festa, molto sentita nelle valli di Lanzo e con larga partecipazione di fedeli valligiani.
La festa viene organizzata da due coppie di scapoli detti "Priori" con l'aiuto dei due rettori del Santuario.

## Escursionismo
Il Ciavanis è punto di partenza per varie escursioni estive, come quelle per l'Uja di Bellavarda dal colle della Paglia, la Punta Pian Spigo o il Lago del Boiret attraverso l'omonimo passo. Durante la stagione invernale invece tali mete sono consigliate solo ad esperti scialpinisti, data la ripidezza dei pendii sovrastanti il Ciavanis ed il conseguente elevato rischio di valanghe in caso di neve non assestata.

## Note

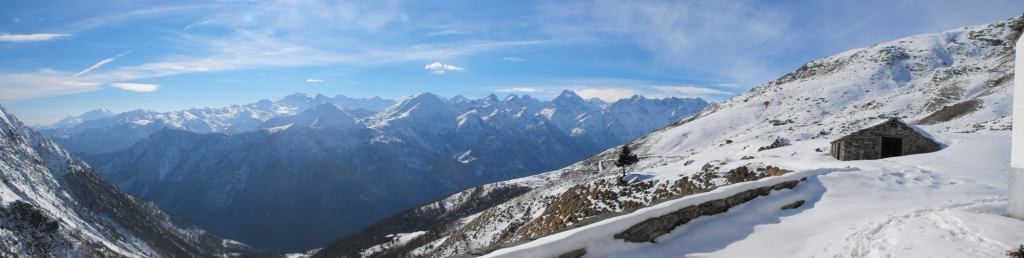
Panorama invernale dal sagrato del santuario